# Instituto de Lenguas y Culturas del Mediterráneo y Oriente Próximo
El Instituto de Lenguas y Culturas del Mediterráneo y Oriente Próximo (ILC-CSIC) es el centro de investigación sobre las culturas mediterráneas y orientales del Consejo Superior de Investigaciones Científicas de España. A partir de 2007 continúa la labor de investigación de la institución antecesora, el Instituto de Filología del CSIC.

## Organización de la investigación
A partir de un planteamiento multidisciplinar se estudian las lenguas y culturas de la cuenca mediterránea y sus zonas adyacentes: Oriente Próximo, lenguas clásicas y cultura de la Antigua Grecia y Roma, mundo bizantino y neogriego, Edad Media latina y mundo neolatino, cultura bíblica y lengua hebrea, mundo judeoespañol y su pervivencia sefardí, la lengua árabe y el Islam y también los procesos de transmisión y producción cultural.
Su estructura organizativa es a partir de 3 departamentos: Estudios de Próximo Oriente Antiguo; Estudios Griegos y Latinos y Estudios Judíos e Islámicos, y cuenta con las siguientes líneas de investigación: Cultura Material Escrita en el Mediterráneo: Papirología y Diplomática; Filología Griega y Latina; Historia Cultural del Mediterráneo; Judíos y Musulmanes en la Trama Social Mediterránea: Fuentes y Contextos (REDMED); Las letras y las ciencias en la antigua Mesopotamia (LYCAM); Lingüística griega; Próximo Oriente Antiguo (PROA) y Textos Sagrados del Judaísmo y el Islam.

## Publicaciones
Cuenta con varias publicaciones periódicas como Al-Qantara, Emerita y Sefarad y colección de monografías. 
La revista Al-Qantara está dedicada al mundo árabe y ha editado 43 volúmenes hasta 2022. Fue fundada en 1933 con el título “Al Andalus”, y adquirió su nombre actual en 1980. Desde 2007 se puede acceder digitalmente.  
Sefarad es una publicación de estudios hebraicos y sefardíes con 82 revistas publicadas. Fue fundada en 1941, en el seno de la Escuela de Estudios Hebraicos por Francisco Cantera Burgos (Madrid) y José María Millás Vallicrosa (Barcelona). También tiene acceso digital desde 2007.
Emerita está dedicada a la Lingüistica y Filología Clásica. Fue fundada 1933 por Ramón Menéndez Pidal y está disponible en línea desde 2007.